# کلمه (فیلم ۱۹۵۳)
کلمه (انگلیسی: The Word) یک فیلم است که در سال ۱۹۵۳ منتشر شد.این فیلم درباره فرانک لاوباخ و کار او در زمینه سوادآموزی است.  The Word نامزد جایزه اسکار بهترین مستند کوتاه شد.